# Jay Karnes
Jay Karnes (né le 27 juin 1963 à Omaha, dans le Nebraska) est un acteur américain principalement connu pour son rôle de Holland Wagenbach, dit Dutch, dans la série télévisée The Shield, ainsi que le rôle de Joshua Kohn lors de la première saison de la série Sons of Anarchy.

## Filmographie

### Cinéma
- 2011 : Braqueurs de Mike Gunther (en) : Russell
- 2016 : Ne t'endors pas de Mike Flanagan
- 2019 : Transfert (Against the Clock) de Mark Polish : Docteur Nelson

### Télévision
- 1999 : Star Trek: Voyager : Lieutenant Ducane (1 épisode)
- 2002-2008 : The Shield : Holland Wagenbach dit "Dutch" (89 épisodes)
- 2004 : Cold Case : Affaires classées : Artie Russo (1 épisode)
- 2009 : Dr House : Nick Greenwald (1 épisode)
- 2009-2008 : Sons of Anarchy : Agent Joshua Kohn (7 épisodes)
- 2009-2010 : Burn Notice : Tyler Brennen (4 épisodes)
- 2010 : Brothers and Sisters : Roy Scovell (4 épisodes)
- 2011 : V  :  Chris Bolling (4 épisodes)
- 2011 : Sous surveillance (Téléfilm) : Charlie Marvin
- 2011 : Les Experts : Miami : Andrew Nolan (1 épisode)
- 2011 : The Glades : Dr. Sloan (1 épisode)
- 2011 : Body of Proof : Martin Loeb (1 épisode)
- 2012 : Esprits criminels : Hamilton Bartholomew (1 épisode)
- 2012 : Last Resort :  William Curry, le secrétaire de la défense (7 épisodes)
- 2013 : Graceland: Gerry Silvo (1 épisode)
- 2013 : Grimm: Detective Bauer (1 épisode)
- 2013 : New York, unité spéciale : Noah Bunning (saison 14, épisode 14)
- 2013 : Scandal : Phil Stanner (1 épisode)
- 2014-2018 : Chicago Police Department : L'agent William Graff (2 épisodes)
- 2014 : Gang Related : Paul Carter (10 épisodes)
- 2014 : Stalker : Dr. Paul Lewis (1 épisode)
- 2015 : Complications : le propriétaire de la clinique, voix (1 épisode)
- 2016-2018 : 12 Monkeys : Agent Robert Gale
- 2016 :  Tyrant : James Kitfer (3 épisodes)
- 2018 : The Crossing : Craig Lindauer
- 2021 : Magnum : Colin Braggs  (1 épisode)
- 2021 : FBI recherché ; Cecil Walsh (saison 3 épisode 6)
- 2025 : The Night Agent : Dr Wilfried Cole (saison 2, 3 épisodes)

## Voix francophones
En France, Cyrille Artaux est la voix régulière de Jay Karnes depuis 2003.
En France
| - Cyrille Artaux dans (les séries télévisées) : - The Shield - Sons of Anarchy - Brothers and Sisters - V - The Glades - Body of Proof - Esprits criminels - Last Resort - New York, unité spéciale - Grimm - Scandal - Chicago Police Department - Constantin Pappas dans (les séries télévisées) : - Graceland - Tyrant | Et aussi - Éric Legrand dans Ally McBeal (série télévisée) - Patrice Baudrier dans Cold Case : Affaires classées (série télévisée) - Pierre-François Pistorio dans Dr House (série télévisée) - Jean-Philippe Puymartin dans Los Angeles, police judiciaire (série télévisée) - Stéphane Ronchewski dans Burn Notice (série télévisée) - Nicolas Marié dans Gang Related (série télévisée) - Serge Faliu dans Stalker (série télévisée) - Thierry Kazazian dans 12 Monkeys (série télévisée) - Patrice Dozier dans Magnum (série télévisée) - Guillaume Lebon dans Star Trek: Picard (série télévisée) |